# Bataille de Kelly's Ford
Guerre de Sécession
Batailles
Théâtre oriental
- Virginie-occidentale
- Manassas
  - 1re Bull Run
- 1re Virginie Septentrionale
- Burnside Expedition
- Péninsule
- Sept Jours
  - Gaines's Mill
  - Malvern Hill
- 1re Shenandoah valley
- 2de Virginie Septentrionale
  - 2de Bull Run
- Maryland
  - Antietam
- Fredericksburg
- Tidewater
- Chancellorsville
  - Chancellorsville
- Pennsylvanie
  - Gettysburg
- Bristoe
- Mine Run
- Campagne terrestre
  - Wilderness
  - Spotsylvania
  - Cold Harbor
- Bermuda Hundred
- 2de Shenandoah valley
  - Opequon
  - Cedar Creek
- Petersburg
- 1re Wilmington
- 2de Wilmington
- Appomattox
  - 3e Petersburg
  - Sayler's Creek
  - Appomattox C.H.

Théâtre occidental
- East Kentucky
- Shiloh
  - Fort Henry
  - Fort Donelson
  - Shiloh
- Kentucky
- Raid de Newburgh
  - Perryville
- Stones River
  - Murfreesboro
- Vicksburg
  - Champion Hill
  - Vicksburg
- Raid de Morgan
- Raid de Hines
- Tullahoma
- Chickamauga
- Chattanooga
- Knoxville
- Raid Forrest
- Atlanta
- Franklin-Nashville
- Savannah
- Carolines
  - Bentonville
- Raid de Wilson

Théâtre Trans-Mississippi
- Arizona confédéré
  - 1re Messilla
- Missouri
  - Wilson's Creek
- Territoire indien
- Trail of Blood on Ice
- Nouveau-Mexique
- Boston Mountains
- Pea Ridge
- 1re Texas
- Little Rock
- 2de Texas
- Camden
- Red River
- Raid de Price
- Palmito Ranch

Théâtre du bas littoral et approche du golfe
- Fort Sumter
- Blocus de l'Union
- 1re Bayou Teche
- Mississippi valley
  - Port Hudson
- Charleston
- 2de Bayou Teche
- Mobile Bay
- Mobile

La bataille de Kelly's Ford, aussi connue sous le nom de bataille de Kellysville, est un combat de cavalerie qui se déroule le 17 mars 1863 en Virginie, pendant la guerre de Sécession.
Si le résultat du combat est en faveur des cavaliers confédérés, c'est cependant la première fois que la cavalerie nordiste leur tient tête. La confiance que ces derniers retireront de ce combat conduira aux succès de Brandy Station et de la campagne de Gettysburg.

## Contexte
L'arrivée du major général Joseph Hooker à la tête de l'armée du Potomac amène une réorganisation de la cavalerie nordiste. Jusqu'à présent éparpillée en petites unités, elle est regroupée en un seul corps, sous le commandement du major général George Stoneman.
Le 25 février 1863, la cavalerie nordiste est incapable de s'opposer à un raid mené par la cavalerie du brigadier général Fitzhugh Lee, l'un des seconds du célèbre J.E.B. Stuart.
Trois semaines plus tard, le général en chef nordiste décide de lancer sa cavalerie « attaquer la cavalerie sudiste devant se trouver dans les environs de Culpeper Court House »,. Le brigadier général William W. Averell, commandant la 2nd division du corps de cavalerie de Stoneman, mène ses trois brigades et sa batterie d'artillerie montée à la rencontre des sudistes.
Averell dispose de 3 000 hommes. Il demande à Hooker de placer quelques régiments pour sécuriser son flanc droit et, sur le refus de celui-ci, décide d'affecter à cette tâche deux de ses régiments, le 1er du Massachusetts et une partie du 4e de Pennsylvanie, soit 900 hommes. C'est donc avec une force réduite d'un tiers qu'il se propose de remplir la mission qui lui a été confiée.

## Les forces en présence
Il n'y a que de la cavalerie et un peu d'artillerie de chaque côté.

### Nordistes
Les forces fédérales sont sous le commandement du brigadier-général William W. Averell. Elles comptent 2 100 hommes environ.
- Cavalerie.
- Brigade Duffié[7].
  - 4e New-York,
  - 6e Ohio,
  - 1er Rhode Island.
- Brigade McIntosh.
  - 3e Pennsylvanie,
  - 4e Pennsylvanie,
  - 16e Pennsylvanie.
- Brigade Reno (réserve de division).
  - 1er régiment de cavalerie US,
  - 5e régiment de cavalerie US[8].
- Artillerie.
  - Batterie d'artillerie montée : 6e du New-York Light Artillery, capitaine Joseph W. Martin (commandée ce jour par le lieutenant Browne), 6 canons (type "ordonnance", 3").

### Sudistes
Les forces confédérées sont sous le commandement du brigadier général Fitzhugh Lee. Elles comprennent 5 régiments de cavalerie et une batterie d'artillerie (4 canons). L'effectif total est d'environ 800 hommes.
- 1er régiment de cavalerie de Virginie,
- 2e régiment de cavalerie de Virginie,
- 3e régiment de cavalerie de Virginie,
- 4e régiment de cavalerie de Virginie,
- 5e régiment de cavalerie de Virginie,
- Batterie d'artillerie à cheval Breathed (4 pièces[10], 3 "Napoleon"[11] et un 10pdr Parrott).

## Combat

### Déroulement

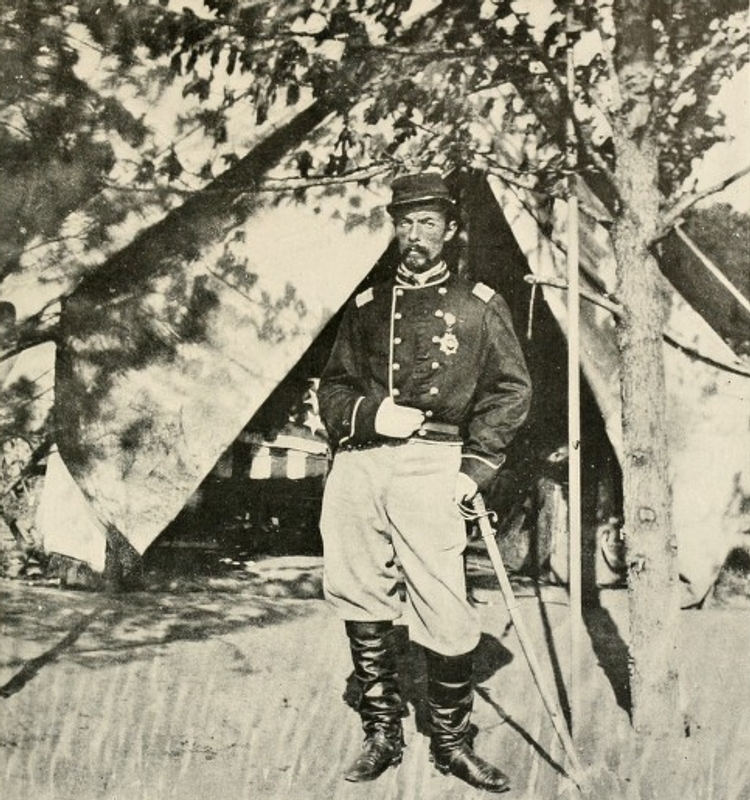
Le colonel Alfred Napoléon Duffié.

Le mardi 17 mars 1863, au lever du soleil, les premiers éléments de la colonne nordiste tentent de passer la Rappahannock, au gué de Kelly's Ford. Le général Averell a ordre de traverser la Rappahannock « pour attaquer, mettre en déroute ou détruire » les forces confédérées du général Fitzhugh Lee. Il choisit Kelly's Ford car « je connais mieux la campagne opposée que ceux des autres gués de la région et qu'il offre la route la plus courte vers le camp ennemi ». Des éléments sudistes tiennent la rive droite. Ils ont établi une ligne d'abatis devant le gué et pour protéger la bourgade de Kellysville, située un peu en amont.
Le 4e New-York essaie de forcer le passage mais est repoussé. Deux autres tentatives seront aussi infructueuses. Finalement, une heure et demie plus tard, c'est un escadron du 1er Rhode-Island qui réussit à forcer le passage.
Les cavaliers nordistes remontent au nord puis la route vers Brandy Station, refoulant les détachements sudistes. environ 3 kilomètres plus loin, ils se retrouvent face à la brigade de Fitzhugh Lee.
Les sudistes lancent une première charge, contre la gauche de la ligne nordiste, avec le 2e de Virginie. La charge est arrêtée et le régiment sudiste recule en désordre. C'est la première fois dans le conflit qu'une unité de cavalerie sudiste plie devant la cavalerie nordiste.
Les sudistes attaquent alors la droite nordiste avec le 3e de Virginie. Il est arrêté par le feu des tirailleurs nordistes, démontés et abrités derrière le muret.
Les sudistes attaquent alors à nouveau la gauche nordiste. Cette fois, Ce sont les 1er et 4e de Virginie qui chargent, avec le 2e en support. De nouveau, le feu nordiste les repousse. Deux autres charges sont aussi sans résultat.
Les sudistes reculent alors d'environ 1 500 mètres pour se réorganiser. Averell les suit avec lenteur. Vers 15 heures, 2 coups de canons signalent une charge générale sudiste. Les 2e et 4e de Virginie contre la brigade Duffié et les 1er, 3e et 5e contre la brigade Mc Intosh. Ils sont, une nouvelle fois arrêtés par le feu des tirailleurs et de l'artillerie nordiste.
Vers 17h30, le commandant nordiste estime qu'il est temps de reculer. Il manque de munitions pour ses canons et craint l'arrivée de renforts confédérés, ceux-ci pouvant facilement être amenés à pied d'œuvre par la voie de chemin de fer passant derrière la position sudiste. Il fait repasser la Rappahannock, laissant les sudistes maîtres du champ de bataille.

### Tactiques utilisées
- Passage de la Rappahannock
- Première tentative de passage en force.

Deux escadrons du premier régiment, démontés, doivent par leur feu réduire la défense sudiste.
Deux autres essaient de traverser la rivière sous cette protection. Mais le gué est étroit. Les deux tentatives suivantes sont faites plus en aval, toujours sans succès.
- Passage réussi.

Dans ce cas, outre l'appui-feu à partir de la rive gauche, un détachement du 1er Rhode-Island traverse (et subit de fortes pertes). D'autres cavaliers, du 6e Ohio, traversent en portant des haches avec lesquelles ils créent des brèches dans les abattis. Le reste du régiment traverse alors et oblige les sudistes à évacuer leur position.
- Passage de l'artillerie.

Le niveau de l'eau est trop haut pour permettre le passage des caissons. Plus précisément pour traverser sans que leur poudre soit mouillée et donc inutilisable.
La technique utilisée sera de faire passer les charges de poudre par les cavaliers qui se serviront du sac-mangeoire en toile de leur cheval pour les garder hors de l'eau.
- Affrontement principal.
  - Le 6e Ohio est entièrement démonté et agit comme voltigeurs devant le reste des troupes nordistes.
  - Les autres régiments sont rangés en ligne. Le 1er US sert de réserve. La brigade Duffié est à gauche et celle de McIntosh, à droite. Les charges sudistes sont faites à cheval, en tiraillant et sont arrêtées par les nordistes démontés, abrités derrière le muret de pierres.
  - La contrecharge de Duffié se fait en ligne sur 1 rang[16], sabre au clair. Les cavaliers sudistes chargent, eux, revolver au poing[17],[18]. Il n'y a pas contact, les sudistes font volte-face avant le choc.
  - Dans la dernière partie du combat, une partie des unités nordistes est démontée et combat au fusil. Le reste est gardé en arrière, monté et prêt à contre-charger tout unité ennemie arrivant au contact.
  - Tout au long du combat, les nordistes assument une posture défensive et les sudistes attaquent. Cela favorise la défense en ce que le volume de feu délivré interdit des charges efficaces.

## Conséquences
Chaque camp réclame la victoire. Pour les sudistes, le fait d'avoir bloqué l'avance des fédéraux et d'être restés maîtres du champ de bataille suffit à le montrer.
Pour les nordistes, la victoire est appréciée différemment. Si elle n'est pas totalement admise, en dehors des communiqués triomphants, et, le fait que dans les semaines qui suivent, une cour martiale soit constituée pour juger le comportement des officiers lors du passage à gué, ce qui n'arrive pas en cas de victoire indiscutable, la victoire est à chercher ailleurs.
Jusqu'à ce combat, la cavalerie sudiste a toujours eu le dessus et fait fuir ses adversaires. Pour la première fois, les cavaliers fédéraux n'ont pas reculé mais ont fait reculer leurs adversaires. La confiance qu'ils vont en retirer, partagée par toutes les unités de cavalerie de l'armée, marquera les combats suivants, comme Brandy Station ou les combats de cavalerie de Gettysburg, et marquent la maturation de cette arme.

#### Ouvrages généraux abordant ce sujet
- Mark M Boatner III, The Civil War Dictionary, Vintage books, 1991,  (ISBN 0-679-73392-2); page 451.
- David J. Eicher, The Longest Night: A Military History of the Civil War, Simon & Schuster, 2001,  (ISBN 0-684-84944-5).

#### Ouvrages centrés sur la cavalerie
- Edward G. Longacre, Lincoln's cavalrymen, Stackpole Books, 2000,  (ISBN 0-8117-1049-1); pages 134-138.
- Edward G. Longacre, Lee's cavalrymen, Stackpole Books, 2002,  (ISBN 0-8117-0898-5); pages 171-174.
- Walbrook Davis Swank, Clash of sabres, Pentland Press Inc., 1996,  (ISBN 1-57197-029-0); pages 74–77.
- Stephen Z. Starr, The Union Cavalry in the Civil War, volume 1, Louisiana State University Press, 1979,  (ISBN 0-8071-0484-1); pages 345-350.
- Eric J. Wittenberg, The Union Cavalry comes of ages, Potomac Books, 2003,  (ISBN 1-57488-650-9); chapitre 3, pages 71–110, appendice 2 pour l'ordre de bataille.
- George Walsh, Those damn horse soldiers, Tom Doherty Associate Books, 2006,  (ISBN 978-0-765-31270-9); pages 126-130 .